# 険側
険側（けんそく、朝鮮語: 험측）は、朝鮮三韓の辰韓と弁韓の各々諸小国の首長の官名。

## 概要
辰韓と弁韓の国内は諸小国が分立していたが、各々諸小国の政治的支配者の官名は、険側、樊濊、殺奚など様々な等級があった。一方、馬韓の分立していた諸小国の政治的支配者の官名は、臣智と邑借の2種類しかなかった。馬韓の諸小国の首長は、大きな首長を臣智といい、それに次ぐものを邑借と呼んだが、臣智とは「臣たるもの」の謂であり、中国皇帝に対する臣下のことであり、それを諸小国の首長の立場から表現したものである。